# José Barreto (Fußballspieler, 1993)
José Barreto, vollständiger Name José Miguel Barreto Pérez, (* 9. Februar 1993 in Rafael Perazza) ist ein uruguayischer Fußballspieler.

## Karriere
Der 1,73 Meter große Mittelfeld- bzw. Offensivakteur Barreto absolvierte in der Spielzeit 2013/14 für den uruguayischen Zweitligisten Huracán FC 13 Partien in der Segunda División. Dabei erzielte er einen Treffer. Zur Apertura 2014 wechselte er zum Club Atlético Rentistas in die Primera División. In der Spielzeit 2014/15 wurde er zweimal (kein Tor) in der höchsten uruguayischen Spielklasse eingesetzt. Anfang Oktober 2015 schloss er sich dem Zweitligisten Rocha FC an, für den er in der Saison 2015/16 sieben Zweitligaspiele (ein Tor) bestritt.